# Кэмпбелл, Брайан (хоккеист, 1979)
Брайан Уэсли Кэмпбелл (англ. Brian Wesley Campbell; род. 23 мая 1979, Стратрой, Онтарио) — бывший профессиональный канадский хоккеист, защитник. Обладатель Кубка Стэнли в составе «Чикаго Блэкхокс» в 2010 году.
На драфте НХЛ 1997 года был выбран в 6 раунде под общим 156 номером командой «Баффало Сейбрз». Обменян в 2008 году в «Сан-Хосе Шаркс». Как неограниченно свободный агент подписан «Чикаго Блэкхокс» на 8 лет общей суммой 56,8 млн долларов. В 2011 году был обменян во «Флориду Пантерз» на нападающего Ростислава Олеша. После окончания контракта вернулся в Чикаго, заключив однолетний контракт с «ястребами» на $ 2,25 млн. В 2017 году завершил свою игровую карьеру.

## Награды
- Джордж Парсонс Трофи (1999)
- Уильям Хэнли Трофи (1999)
- Макс Камински Трофи (1999)
- Ред Тилсон Трофи (1999)
- Обладатель Мемориального кубка CHL в 1999 году
- Серебряный призёр Молодёжного чемпионат мира в 1999 году
- Серебряный призёр SM-liiga в 2005 году
- Участник матча «Всех звёзд» НХЛ (3 раза)
- Обладатель Кубка Стэнли (2010) в составе клуба «Чикаго Блэкхокс»
- Обладатель Леди Бинг Трофи в 2012 году

## Статистика
| Легенда | Легенда                    | Легенда | Легенда                   | Легенда | Легенда    |
| ------- | -------------------------- | ------- | ------------------------- | ------- | ---------- |
| И       | Количество проведённых игр | Штр     | Штрафное время            | +/−     | Плюс-минус |
| Г       | Голы                       | П       | Голевые передачи          | О       | Очки       |
| -       | Статистика неизвестна      | —       | Статистика не учитывалась |         |            |